# Power Plant
Power Plant — шостий студійний альбом німецького павер-метал гурту Gamma Ray. Альбом спочатку вийшов у 1999 році, але його перевидали 2003 року разом з більшою частиною минулого репертуару групи з бонус-треками й новими каверами. Цей альбом має жорсткий акцент на жанрі павер-метал.
Зокрема, для гурту це був перший альбом, склад якого з попереднього альбому до наступного залишався незмінним, з Каєм Хансеном як вокалістом і гітаристом, Хеньо Ріхтером (гітара), Дірком Шлехтером на (бас) і Даном Ціммерманом (барабани).

## Список композицій
1. «Anywhere in the Galaxy» (Хансен) — 6:37
2. «Razorblade Sigh» (Хансен) — 5:01
3. «Send Me a Sign» (Ріхтер) — 4:07
4. «Strangers in the Night» (L: Хансен/Ціммерман M: Ціммерман) — 6:04
5. «Gardens of the Sinner» (Ціммерман/Хансен) — 5:57
6. «Short as Hell» (Хансен) — 3:57
7. «It's a Sin» (Lowe, Tennant) — 4:58 (Pet Shop Boys cover)
8. «Heavy Metal Universe» (Хансен) — 5:25
9. «Wings of Destiny» (Ріхтер) — 6:26
10. «Hand of Fate» (L: Хансен/Шлехтер M: Шлехтер) — 6:12
11. «Armageddon» (Хансен) — 8:48

Бонус-трек японського видання
1. «Long Live Rock 'n' Roll» (Blackmore/Dio) — 3:46 (Rainbow cover)

### Бонусні треки 2003
1. «A While in Dreamland» (Хансен/Шлехтер) — 4:16
2. «Rich and Famous» (Хансен) — 4:53
3. «Long Live Rock 'n' Roll» (Blackmore/Dio) — 3:46 (Rainbow cover)

- «A While in Dreamland» також з'являється на Silent Miracles EP.
- «Rich and Famous» також з'являється на the Blast from the Past(Japanese Version).

## Склад
- Кай Хансен — вокал, гітара
- Хеньо Ріхтер — гітара, клавішні
- Дірк Шлехтер — бас-гітара
- Дан Ціммерман — ударні